# Gallicolumba
Gallicolumba is een geslacht van vogels uit de familie van de duiven (Columbidae). De wetenschappelijke naam van het geslacht is voor het eerst geldig gepubliceerd in 1849 door Heck. Het geslacht komt voor in de regenwouden van de Filipijnen, Indonesië en eilanden in de Grote Oceaan.
Op de IOC World Bird List is van dit geslacht het geslacht Alopecoenas afgesplitst. In beide geslachten samen zitten twintig bekende soorten. Veel daarvan zijn uitgestorven, of zijn ernstig bedreigd door de achteruitgang van hun leefgebied, de opkomst van uitheemse soorten of de jacht. Er zijn ook enkele soorten die zijn uitgestorven toen de mens zich ging vestigen op de eilanden in de Grote Oceaan. Hiervan zijn slechts fossielen overgebleven.

## Soorten
De volgende soorten zijn bij het geslacht ingedeeld:
- Gallicolumba crinigera  – Bartletts dolksteekduif
- Gallicolumba keayi  – Negrosdolksteekduif
- Gallicolumba luzonica  – Dolksteekduif
- Gallicolumba menagei  – Tawitawidolksteekduif
- Gallicolumba platenae  – Mindorodolksteekduif
- Gallicolumba rufigula  – Geelhartpatrijsduif
- Gallicolumba tristigmata  – Sulawesipatrijsduif